# Penrod-Nunatak
Der Penrod-Nunatak ist ein 1016 m hoher Nunatak im westantarktischen Marie-Byrd-Land. Er ragt rund 3 km nordwestlich des Abbey-Nunataks und nördlich der Einmündung des Kansas-Gletschers in den Reedy-Gletscher auf.
Kartografisch erfasst wurde er durch das United States Geological Survey und mithilfe von Luftaufnahmen der United States Navy zwischen 1960 und 1964. Das Advisory Committee on Antarctic Names benannte ihn 1967 nach Jack R. Penrod, Seabees-Mitarbeiter und Postbediensteter auf der Byrd-Station im Winter 1957.